# Tramwaje we Lwowie
Tramwaje we Lwowie – system komunikacji tramwajowej we Lwowie. Jeden z najstarszych systemów tramwajowych na dawnych ziemiach polskich, a zarazem jedyna działająca sieć tramwajowa na dawnych Kresach Wschodnich II Rzeczypospolitej.
Po Lwowie kursuje 11 linii tramwajowych. Używanych jest kilkadziesiąt czechosłowackich wagonów typu Tatra T4 (pochodzące z lat 1972–1979), Tatra KT4 (pochodzące z lat 1976–1988), kilku współczesnych ukraińskich Ełektron T5L64 oraz Ełektron T3L44. Cała sieć liczy 67 km, z czego większość jest w złym stanie technicznym. Pomimo przestarzałej infrastruktury i małej dostępności, tramwaje bywają przepełnione podczas godzin szczytu.
Torowiska często mają swój pierwotny układ: biegną skrajem jezdni, przy chodniku, tak jak budowano tory w byłej monarchii austro-węgierskiej (nadal np. w Zagrzebiu). Sprawia to, że ukraińscy kierowcy często parkują swoje samochody na środku jezdni. Lwowska sieć tramwajowa cechuje się wąskim rozstawem szyn (1000 mm), takim samym jaki zastosowano m.in. w Cieszynie.

## Historia

### Początki
W 1870 r. pojawiły się pierwsze projekty uruchomienia tramwajów konnych, jednak władze miasta odmówiły, dopiero w 1878 magistrat zmienił zdanie i ogłosił przetarg na otwarcie sieci tramwajowej, który wygrało przedsiębiorstwo Società Triestina Tramway z Triestu. Koncesji na budowę udzieliło austriackie Ministerstwo Handlu 23 lipca 1879 na okres do 22 lipca 1929. Pierwsza linia tramwaju konnego została otwarta 5 maja 1880 r. na trasie: Dworzec (Bahnhof) ↔ ul. Gródecka ↔ ul. Hetmańska ↔ plac Mariacki ↔ plac Halicki ↔ plac Bernardyński ↔ plac Cłowy (Zollplatz). Tramwaje posiadały zajezdnię przy rozwidleniu ul. Gródeckiej i Janowskiej, zachowaną do dziś.

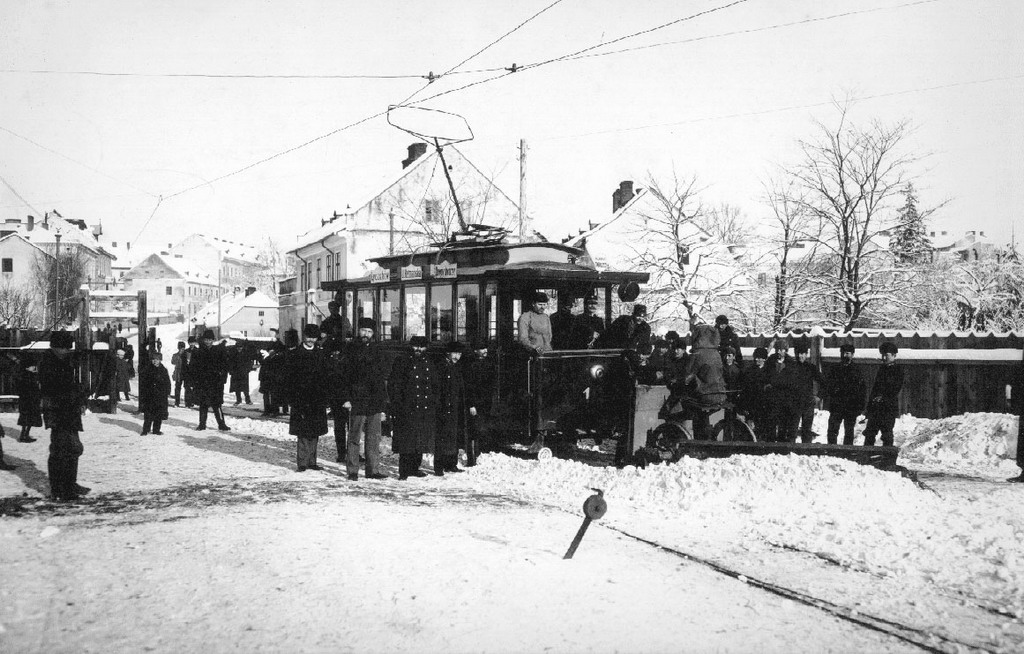
Tramwaj elektryczny, koniec XIX wieku

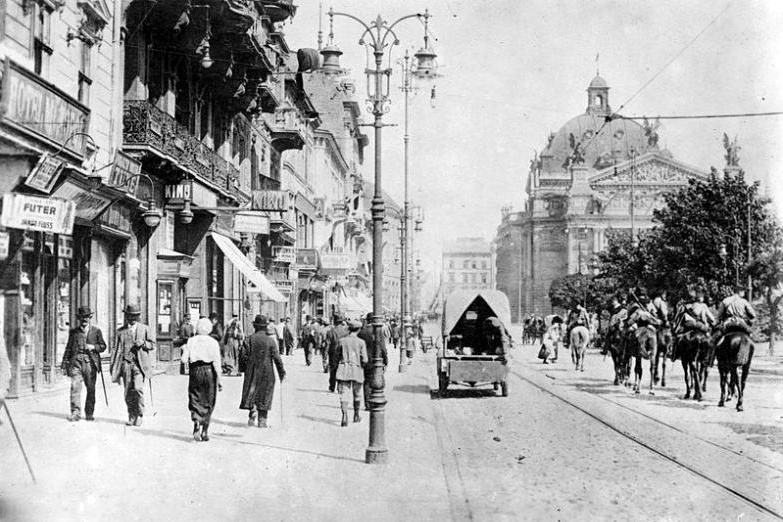
Lwów, Wały Hetmańskie, ok. 1900 roku

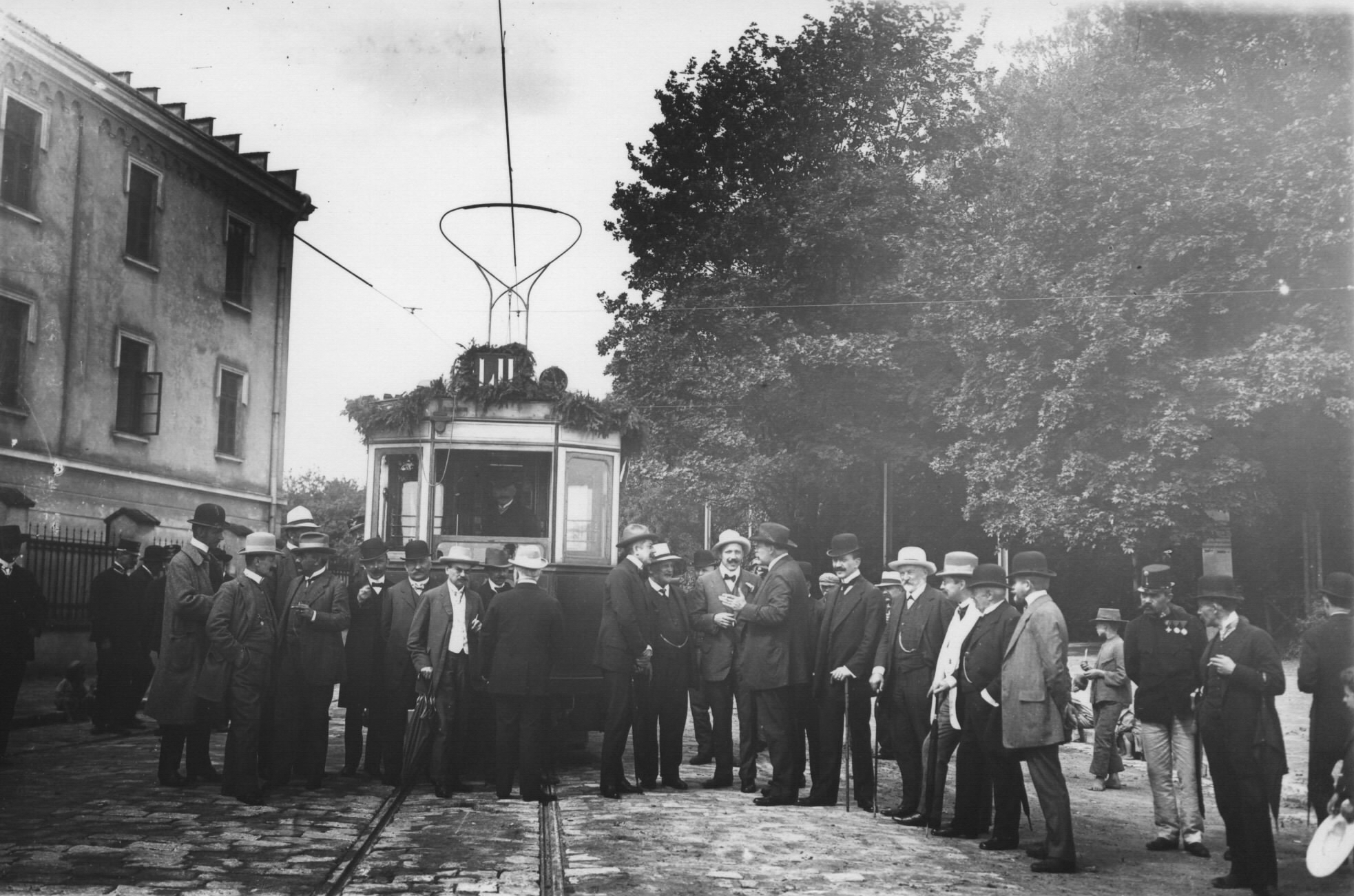
Uruchomienie linii na Wysoki Zamek, 1910 rok

W latach 90. XIX wieku zaczęto przygotowywać uruchomienie tramwajów elektrycznych, które miały jeździć nie po dotychczasowych trasach, ale nowych. Z uwagi na wąskie ulice w centrum miasta, zdecydowano się zastosować taką samą jak w tramwajach konnych szerokość toru wynoszącą 1000 mm. Koncesjonariuszem przedsięwzięcia 21 czerwca 1893 została Gmina Miejska Lwowa (Stadtgemeinde Lemberg). 31 maja 1894 r. przy okazji otwarcia Powszechnej Wystawy Krajowej we Lwowie na ulice tego miasta wyjechał pierwszy tramwaj elektryczny, kursujący po trasie: Dworzec ↔ ul. Leona Sapiehy ↔ ul. Kopernika ↔ ul. Słowackiego ↔ ul. Sykstuska ↔ ul. Hetmańska ↔ ul. Batorego ↔ ul. Zyblikiewicza ↔ ul. św. Zofii. Lwów był nie tylko pierwszym polskim miastem, w którym na ulice wyjechały tramwaje elektryczne (w Poznaniu i Łodzi nastąpiło to w 1898 r.), ale także pierwszym miastem na terenie całej ówczesnej monarchii austro-węgierskiej (w Wiedniu elektryfikację przeprowadzono w 1897 r.). Zajezdnię dla tramwajów elektrycznych zbudowano na skrzyżowaniu ulic Pełczyńskiej, Kopernika, Kadeckiej i Wuleckiej, a obok wybudowano elektrownię do zasilania trakcji.
30 października 1894 r. uruchomiono nowy fragment, przebiegający ul. Hetmańską ↔ ul. Ruską ↔ Rynek ↔ Podwalem ↔ pl. Cłowym ↔ ul. Łyczakowską. Łączna długość dwóch linii elektrycznych wynosiła 8,3 km. W styczniu 1907 r. uruchomiono odcinek wzdłuż ul. Sapiehy ↔ ul. Potockiego ↔ ul. Szymonowiczów ↔ ul. 29 Listopada ↔ ul. Siemiradzkiego, a w kwietniu następnego roku przeprowadzono elektryfikację tramwaju konnego, ostatecznie rezygnując z przestarzałej formy komunikacji konnej 29 grudnia 1908 roku.
W 1909 r. niezbędne było wprowadzenie oznaczeń linii. Zdecydowano się wówczas na system dwuliterowy, w którym oznaczenia składały się z pierwszych liter nazw miejsc, pomiędzy którymi kursowała dana linia:
- HJ: ul. Hetmańska ↔ ul. Janowska
- HZ: ul. Hetmańska ↔ Zamarstynów
- HŁ: ul. Hetmańska ↔ Łyczaków
- HD: ul. Hetmańska ↔ Dworzec
- HK: ul. Hetmańska ↔ Park Kilińskiego
- HL: ul. Hetmańska ↔ ul. 29 listopada(inne języki)
- HG: ul. Hetmańska ↔ Gabrielówka
- ŁD: Łyczaków ↔ Dworzec

Istniała także linia W, która kursowała tylko w czasie Targów Wschodnich na trasie Park Stryjski ↔ Targi Wschodnie. Na wiosnę 1909 uruchomiono centralną pętlę tramwajową, w sierpniu połączono cztery linie HD, HJ, HK, HŁ w dwie, które nazwano KD (trasa Park Kilińskiego ↔ Dworzec) i ŁJ (trasa Łyczaków ↔ ul. Janowska). W lutym 1914 uruchomiono linię H na trasie Wały Hetmańskie ↔ pl.Bernardyński ↔ ul. Zielona ↔ cmentarz Łyczakowski ↔ stacja kolejowa Łyczaków. Jej rozkład był dopasowany do pociągów.
W okresie I wojny światowej tramwaje kursowały normalnie, także w czasie rosyjskiej okupacji.

### Okres międzywojenny
W momencie odzyskania przez Polskę niepodległości po Lwowie kursowało 7 linii:
- HZ: ul. Hetmańska ↔ Zamarstynów
- KD: Park Kilińskiego ↔ Dworzec
- ŁJ: Łyczaków ↔ ul. Janowska
- HL: ul. Hetmańska ↔ ul. 29 listopada
- HG: ul. Hetmańska ↔ Gabrielówka
- ŁD: Łyczaków ↔ Dworzec
- H: Wały Hetmańskie ↔ stacja kolejowa Łyczaków

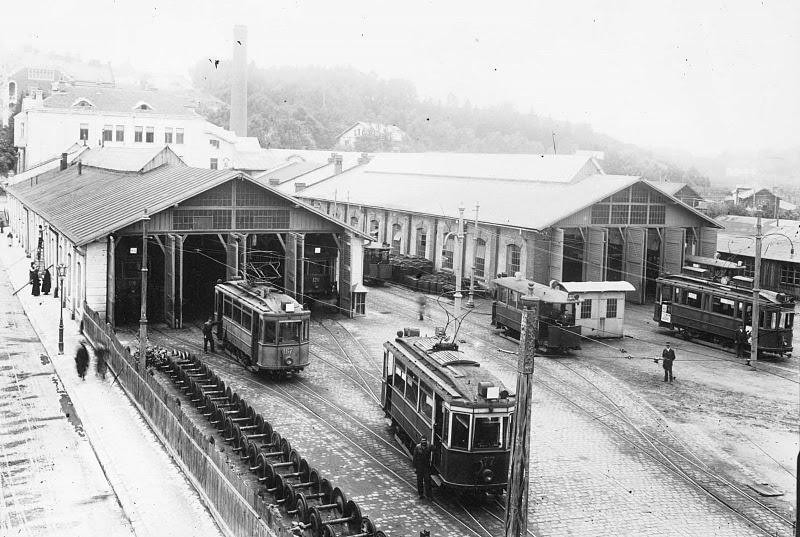
Widok na zajezdnię na Wulce, lata międzywojenne

W czasie walk polsko-ukraińskich sieć tramwajowa została uszkodzona i nie funkcjonowała.
1 października 1922 r. linie tramwajowe zostały włączone do ruchu prawostronnego, zaś w 1923 rozpoczęto zmieniać system oznaczeń linii na liczbowy. Jednocześnie do końca 1925 funkcjonowały literowe oznaczenia, a numerowano nowe linie:
- 6: Dworzec → ul. Focha → ul. Sapiehy → ul. Kopernika → ul. Sysktuska → Rynek → pl. Cłowy → cmentarz Łyczakowski → ul. Zielona → ul. Czarnieckiego → pl. Bernardyński
- 7: trasa odwrotna do linii 6
- 8: Dworzec ↔ ul. Gródecka ↔ ul. Hetmańska ↔ ul. Batorego ↔ Park Kilińskiego
- 9: Park Kilińskiego ↔ ul. Batorego ↔ ul. Hetmańska ↔ ul. Zamarstynowska ↔ Gabrielówka
- 11: Park Kilińskiego ↔ ul. Batorego ↔ ul. Sykstuska ↔ ul. Kopernika ↔ ul. 29 Listopada
- DŻ: Dworzec ↔ Gródecka ↔ Zamarstynowska ↔ Rogatka Żółkiewska
- 10 (dawniej HZ):

Pod koniec 1925 ostatecznie zlikwidowano literowe oznaczenia, zamieniając je w sposób następujący:
- ŁD → 1
- KD → 2
- ŁJ → 3
- HL → 4
- DŻ → 5

W okresie międzywojennym sieć tramwajowa osiągnęła długość 32,8 km (1933 r.). Wszystkie linie kursowały z częstościami od 7 do 15 minut. W 1939 w posiadaniu miasta znajdowało się 176 wagonów, w tym 115 motorowych.
W 1939, we Lwowie funkcjonowały następujące linie tramwajowe, kursujące po mieście od godz. 6 do 23:
- 1. Dworzec Główny – Łyczaków ulicami: al. Marsz. Focha, Leona Sapiehy, Kopernika, Słowackiego, Sykstuską, Wałami Hetmańskimi, Kilińskiego, pl. Kapitulnym, Rynkiem, Podwale, Czarnieckiego, pl. Bandurskiego, Łyczakowską do Piątaków (dawn. Pasieczna).
- 2. Dworzec Główny – pl. Bandurskiego – 29 Listopada ulicami: al. Marsz. Focha, gen. Tokarzewskiego, Kazimierza Wielkiego, pl. Gołuchowskich, Legionów (Hetmańską), pl. Mariackim, pl. Halickim, pl. Bernardyńskim, pl. Bandurskiego, Podwale, Ruską, Rynkiem, pl. Kapitulnym, Kilińskiego, Wałami Hetmańskimi, Sykstuską, Kopernika, Potockiego, Szymonowiczów, 29 Listopada do ul. Grochowskiej.
- 3. Rogatka Janowska – św. Piotra ulicami: Janowską, Kazimierza Wielkiego, pl. Gołuchowskich, Legionów (Hetmańską), pl. Mariackim, pl. Halickim, pl. Bernardyńskim, Piłsudskiego, gen. Rozwadowskiego, Szewczenki, Kochanowskiego, św. Piotra do ul. Łyczakowskiej.
- 4. Tomickiego – Wysoki Zamek od ul. Pełczyńskiej ulicami: Tomickiego, Kopernika, Słowackiego, Sykstuską, Wałami Hetmańskimi, Kilińskiego, pl. Kapitulnym, Rynkiem, Ruską, Czarnieckiego, Unii Lubelskiej, Teatyńską do Wysokiego Zamku.
- 7. Bogdanówka – Szkoła Techniczna ulicami: Gródecką, gen. Tokarzewskiego, Kazimierza Wielkiego, pl. Gołuchowskich, Legionów (Hetmańską), pl. Mariackim, pl. Halickim, pl. Bernardyńskim, Piłsudskiego, Zyblikiewicza, pl. B. Prusa, św. Zofii, Dwernickiego, do Szkoły Technicznej.
- 8. Bogdanówka – Łyczaków ulicami: Gródecką, gen. Tokarzewskiego, Kazimierza Wielkiego, pl. Gołuchowskich, Legionów (Hetmańską), pl. Mariackim, pl. Halickim, pl. Bernardyńskim, Czarnieckiego, pl. Bandurskiego, Łyczakowską do Piątaków (dawn. Pasieczna).
- 9. Dworzec Główny – Gabrielówka ulicami: al. Marsz. Focha, Leona Sapiehy, Wiśniowieckich, Na Bajkach, Nabielaka, Lenartowicza, Pełczyńską, pl. B. Prusa, Zyblikiewicza, Piłsudskiego, Batorego, pl. Mariackim, pl. Halickim, Legionów (Hetmańską), pl. Gołuchowskich, pl. Krakowskim, Zamarstynowską, Balonową, hetm. Żółkiewskiego, Wołyńską, Nowej Rzeźni do Goszczyńskiego.
- 10. Rogatka Zamarstynowska – rogatka Stryjska od ul. Ogrodnickiej ulicami: Zamarstynowską, pl. Misjonarskim, Słoneczną, Szpitalną, pl. Gołuchowskich, Legionów (Hetmańską), pl. Mariackim, pl. Halickim, Batorego, Piłsudskiego, Zyblikiewicza, pl. Bolesława Prusa, św. Zofii, Ponińskiego, pl. Targów Wschodnich, Kozielnicką do ul. Stryjskiej.
- 11 A Dworzec Główny – pl. Targów Wschodnich ulicami: al. Marsz. Focha, Leona Sapiehy, Wiśniowieckich, Na Bajkach, Nabielaka, Lenartowicza, Pełczyńską, pl. B. Prusa, św. Zofii, Ponińskiego do pl. Targów Wschodnich. (kursował tylko w czasie imprez sportowych i Targów Wschodnich)

Ponadto okazjonalnie kursowały:
- P – tramwaje posiłkowe, kursujące w miarę potrzeby na wszystkich liniach, kierunki jazdy wskazywały tablice orientacyjne.
- T – Wały Hetmańskie – Targi Wschodnie – kursujące w czasie Targów Wschodnich.

Oprócz linii tramwajowych lwowska Miejska Kolej Elektryczna oferowała kursy trzech linii autobusowych:
- A Kleparów – Rynek ulicami: Warszawską, Kleparowską, Kazimierza Wielkiego, Krasickich, Mickiewicza, Jagiellońską, Wałami Hetmańskimi, pl. św. Ducha, Trybunalską do Rynku.
- B Skniłów – Lewandówka – Legionów ulicami: Gródecką, Miejską, Idzikowskiego, Janowską, Pierackiego, Kordeckiego, Bema, gen. Tokarzewskiego, Zygmuntowską, Mickiewicz, Jagiellońską do Legionów.
- bez oznaczenia Rynek – Legionów – Nowy Lwów ulicami: Sykstuską, Obrony Lwowa (w kierunku powrotnym ul. Kopernika), Leona Sapiehy, A. Chrzanowskiej, Tomickiego, Peowiaków, Kadecką, Stryjską, Christelbauera, Własna Strzecha, Śląską, Cieszyńską.

W 1936 roku miały we Lwowie miejsce zamieszki, podczas których demonstranci usiłowali wykorzystać przewrócone wagony tramwajowe jako barykady.

### II wojna światowa
Od 1 września 1939 roku sieć tramwajowa była bombardowana przez niemieckie lotnictwo i stanęła ostatecznie w połowie miesiąca. Ruch przywrócono dopiero pod sowiecką okupacją i kontynuowano pod niemiecką. W czasie walk o miasto sieć została ponownie uszkodzona.

### Okres powojenny
Po aneksji miasta przez ZSRR większość infrastruktury została zachowana. Ruch został wznowiony 1 marca 1945 r., gdy ruszyły linie 1, 6 i 10. Odbudowa kolejnych odcinków była powolna, po wysiedleniu Polaków ze Lwowa problemem był brak kadry, bowiem do 1945 roku 80% pracowników stanowili Polacy, którzy po zakończeniu wojny zostali wysiedleni na Ziemie Odzyskane. Pełną funkcjonalność sieci odzyskano dopiero w 1949 roku. 
Na początku 1948 kursowało 10 linii tramwajowych, wszystkie miały pętle na prospekcie Swobody (Wały Hetmańskie), skąd kierowały się na:
- 1: Dworzec przez ul. Kopernika
- 2: ul. Łyczakowska
- 3: ul. Szewczenki
- 4: ul. Zamarstynowska
- 5: Bogdanówka
- 6: Gabrielówka
- 8: ul. Miecznikowa
- 9: Dworzec przez ul. Witowskiego
- 10:ul. Franki

Linia 7 nie kursowała z prospektu Swobody, ale w relacji ul. Konowalca ↔ pl. Soborny.
W 1950 usunięto tramwaj z prospektu Swobody, gdyż na głównej ulicy Lwowa pojawić się miał trolejbus. Połączono osiem linii w cztery: 2 z 7, 3 z 8, 4 z 11, 5 z 6.
Układ linii połowie lat 50. XX wieku:
- 1: Dworzec → ul. Kopernika → Rynek → ul. Franki → Dworzec
- 2: ul. Konowalca(inne języki) ↔ Rynek ↔ ul. Łyczakowska
- 3: ul. Miecznikowa ↔ ul. Zielona ↔ ul. Gonty ↔ ul. Szewczenki
- 4: ul. Muszaka ↔ ul. Franki ↔ ul. Gonty ↔ ul. Kulisza ↔ ul. Zamarstynowska
- 5: Dworzec ↔ ul. Gródecka ↔ ul. Zamartynowska ↔ ul. Chmielnickiego ↔ Gabrielówka
- 6: Bogdanówka ↔ ul. Gródecka ↔ ul. Zamarstynowska ↔ ul. Chmielnickiego ↔ Gabrielówka
- 7: ul. Szewczenki ↔ ul. Gonty ↔ ul. Zielona ↔ ul. Pohulanka
- 9: Dworzec → ul. Franki → Rynek → ul. Kopernika → Dworzec
- 10: pl. Halicki ↔ ul. Franki
- 12: ul. Sacharowa ↔ Rynek ↔ Wysoki Zamek

W latach 70. było już tylko sześć linii: 1, 2, 4, 6, 7, 9. W listopadzie 1987 roku lwowskie linie tramwajowe wzbogaciły się o pierwszy od 34 lat nowy fragment sieci. Trasą wzdłuż obecnej ul. Sacharowa (dawna Wulecka) i ul. Księżnej Olgi pojechały tramwaje linii 3. Łączna długość sieci osiągnęła 38 km. W 2003 uruchomiono dwie nowe linie tramwajowe:
- 9A: Dworzec ↔ ul. Kijowska ↔ ul. Witowskiego ↔ pl. Soborny
- 8: ul. Księżnej Olgi ↔ ul. Witowskiego ↔ ul. Łyczakowska ↔ ul. Miecznikowa ↔ ul. Wachianina

Aktualnie istnieje 10 linii tramwajowych. W 2007 sprowadzono z Erfurtu i Gery 11 wagonów typu KT4 w odmianie niemieckiej. W 2013 i 2014 roku miasto zakupiło dwa niskopodłogowe tramwaje ukraińskiego przedsiębiorstwa Electrotrans
W latach 1980. pojawiły się pierwsze plany budowy trasy tramwajowej ulicami Wasyla Stusa i Czerwonej Kaliny na osiedle Sichów, które przeżywało okres intensywnego rozwoju. Po upadku ZSRR władze ukraińskie nie były jednak w stanie zrealizować planów, które zakładały zbudowanie na Sichowie sieci szybkiego tramwaju, częściowo przebiegającego pod ziemią. Projekt podjęto ponownie w XXI wieku i początkowo ponownie rozważano częściowo podziemny przebieg trasy, ale ze względów kosztowych zdecydowano o budowie tramwaju klasycznego na powierzchni. W 2008 roku rozpoczęły się prace ziemne, ale roboty stanęły po ułożeniu 180 metrów z powodu braku środków, zaczęto wówczas rozważać rozszerzenie sieci trolejbusowej i poprawę oferty autobusowej. Ostatecznie miasto powróciło do idei tramwaju, gdy otrzymało 
12 mln euro z Europejskiego Banku Odbudowy i Rozwoju, grant niemieckiego rządu na kwotę 5 mln euro i pomoc techniczną UE na kwotę 1,5 mln euro. Latem 2014 roku ponownie podjęto prace przy budowie linii, a częściowo oddano do użytku 17 listopada 2016 roku. W 2019 roku, ze względu na remonty dróg, liniowy ruch tramwajowy jest zawieszony na części ul. Zamarstynowskiej do pętli Torfiana i od Dworca Głównego do ulicy Horodockiej. Trasy części linii tramwajowych czasowo uległy zmianie.

### Szybki tramwaj

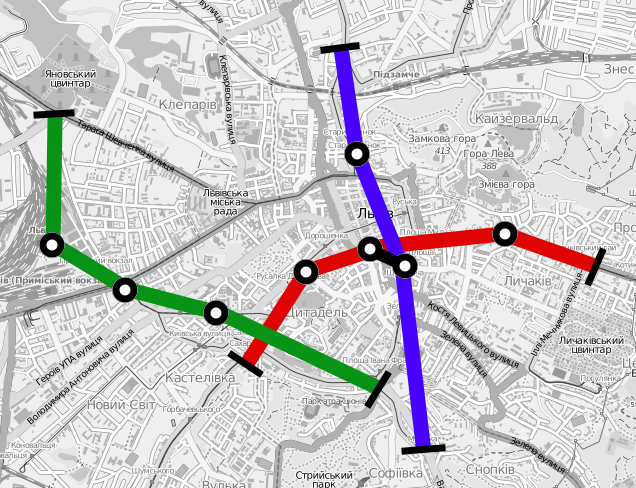
Schemat planowanych podziemnych tuneli pod centrum miasta, oznaczono kolorami:
I tunel (czerwony) - 3,2 km
II tunel (niebieski) - 3,3 km
III tunel (zielony) - 6 km

W 1978 powstały zarysy projektu linii szybkiego tramwaju. Planowana była budowa tuneli pod centrum miasta (jako system premetra) i połączenie ich z istniejącą naziemną siecią.
Pierwszy etap obejmował budowę dwóch linii o łącznej długości ok. 6 km, przecinających się w centrum miasta:
- początek pierwszego tunelu planowano na skrzyżowaniu ulic Sacharowa i ul. Księżnej Olgi. Trójwagonowy skład KT-4SU powinien zatrzymywać się na przystankach: „Uniwersytet”, „Plac Halicki”, „Targ Winnikowski”. Całkowita długość tunelu – 3,2 km.
- drugi tunel (o długości 3,3 km) – planowano rozpocząć od Podzamcza do ulicy Franki, ze stacjami „Stare Miasto” (w sąsiedztwie Opery Lwowskiej) i „Plac Pojednania”.

Drugi etap zawierał budowę tunelu od Cytadeli przez ulicę Bandery, Dworzec Główny do cmentarza Janowskiego ze stacjami „Politechnika”, „Plac Kropiwnickiego” i „Dworzec”.
Budowa rozpoczęła się od wykopu szybów wentylacyjnych nieopodal pałacu Potockich, jednak po dojściu do głębokości 25 m budowę wstrzymano z powodu osiadania gruntu i zapadania się sąsiednich budynków.

## Przebieg tras[11]
| Linia | Schemat | Trasa |
| ----- | ------- | --- |
| 1     |         | Dworzec ↔ pl. Dworcowy (pl. Wilsona) ↔ ul. Czerniowiecka (Focha)↔ ul. Horodocka (Gródecka) ↔ pl.Kropiwnickiego → ul. Stepana Bandery (Sapiehy) (przystanek:Politechnika) → pl. Szаszkеwyczа → ul. Kоpеrnіkа (przystanek: Kościół św. Łazarza) → ul. Hołowackiego (Głowackiego)→ ul. Petra Doroszenki (Sykstuska) (przystanek:Grand Hotel/Prospekt Swоbоdy) (Wały Hetmańskie)→ ul. Ruskа → Katedra Łacińska → pl. Katedralny → Rynek → ul. Ruska (Przystanek: Kościół Dominikanów)/Cerkiew Wołoska (Uspienska))→ ul. Podwalna (Podwale) → ul. Wałowa ↔ ul. Iwana Franki ↔ pl. Cłowy/ul. Łyczakowska (przystanek:kościół Klarysek) ↔ ul. Łyczakowska ↔ park Łyczakowski ↔ ul. Pasiczna |
| 2     |         | ul. Konowalca ↔ ul. Melnyka ↔ ul. Tarasa Czuprynki (Potockiego) ↔ ul. Stepana Bandery ↔ pl. Szaszkewycza ↔ ul. Kopernika (przystanek: kościół św. Łazarza) ↔ ul. Słowackiego ↔ ul. Petra Doroszenki (przystanek Grand Hotel/Prospekt Swobody) ↔ ul. Ruska ↔ Katedra łacińska ↔ pl. Katedralny ↔ Rynek ↔ ul. Ruska (przystanek: Kościół Dominikanów/Cerkiew Wołoska) ↔ ul. Podwalna ↔ ul. Wałowa ↔ ul. Iwana Franki ↔ pl. Cłowy/ul. Łyczakowska (przystanek:kościół Klarysek) ↔ ul. Łyczakowska ↔ park Łyczakowski ↔ ul. Pasiczna |
| 3     |         | pl. Soborowy ↔ ul. Iwana Franki ↔ ul. Dymitra Witowskiego (przystanek: park Bohdana Chmielnickiego – Cytadela) ↔ ul. Dymitra Witowskiego ↔ ul. Andrija Sacharowa ↔ park studencki ↔ ul. Andrija Sacharowa ↔ ul. Księżnej Olgi ↔ kino Sokół ↔ hotel Sputnik ↔ ul. Księżnej Olgi |
| 4     |         | Dworzec ↔ pl. Dworcowy (pl. Wilsona) ↔ ul. Czerniowiecka (Focha)↔ ul. Horodocka (Gródecka) ul. Stepana Bandery (Sapiehy) ↔ ul. Kijowska ↔ ul. Dymitra Witowskiego ↔ park studencki ↔ Wiernadskiego (os. Sichów) |
| 6     |         | Dworzec ↔ pl Dworcowy ↔ ul. Czerniowiecka ↔ ul. Horodocka (Gródecka)↔ pl. Kropiwnickiego ↔ ul. Horodocka ↔ Katedra Świętego Jura ↔ cyrk ↔ ul. Horodocka ↔ Wojskowy Teatr Dramatyczny ↔ ul. Horodocka ↔ hotel Kijów ↔ pl. Targowy (przystanek: Opera Lwowska/Ukraiński Teatr Dramatyczny) ↔ ul. Bohdana Chmielnickiego ↔ Stary Rynek ↔ ul. Bogdana Chmielnickiego ↔ ul. Zamarstynowska ↔ ul. Hajdamacka ↔ ul. Bogdana Chmielnickiego ↔ Dworzec Podzamcze ↔ Kościół św. Marcina ↔ ul. Bogdana Chmielnickiego ↔ ul. Przemysłowa ↔ ul. Lipińskiego |
| 7     |         | ul. Wachnianina ↔ ul. Lewickiego ↔ ul. Miecznikowa ↔ ul. Łyczakowska ↔ kościół klarysek ↔ ul. Łyczakowska ↔ pl. Cłowy ↔ ul. Iwana Franki ↔ ul. Wałowa ↔ ul. Podwalna ↔ (przystanek: Cerkiew Wołoska /Baszta Prochowa/ Arsenał Królewski) ↔ ul. Podwalna ↔ pl. Daniela Halickiego ↔ ul. Iwana Gonty (przystanek:Ukraiński Teatr Dramatyczny/Opera Lwowska) ↔ pl. Targowy ↔ hotel Kijów ↔ ul. Horodocka ↔ ul. Szewczenki (Janowska)↔ hotel Prestiż ↔ cerkiew Apostoła Andrija ↔ ul. Szewczenki |
| 8     |         | pl. Soborowy ↔ Kino im. Dowżenki ↔ Wiernadskiego (os. Sichów) |
| 9     |         | Dworzec ↔ pl. Dworcowy (pl. Wilsona) ↔ ul. Czerniowiecka (Focha)↔ ul. Horodocka (Gródecka) ↔ pl.Kropiwnickiego → ul. Stepana Bandery (Sapiehy) ↔ ul. Kijowska ↔ ul. Dymitra Witowskiego ↔ ul. Iwana Franki ↔ ul. Podwalna ↔ Stary Rynek ↔ ul. Zamarstynowska ↔ Torfiana |

- kursywą w nawiasach nazwy historyczne ulic (przed 1939).

## Tabor
1 stycznia 2012 roku lwowski park tramwajowy obejmował 122 pojazdy, z czego ok. 60 kursujących codziennie, a reszta wymagających naprawy. Były to pojazdy typów:
- Tatra KT4SU – pierwsze dwa dotarły do miasta w 1976 roku, a zasadnicze dostawy miały miejsce w latach 1981—1985 oraz w roku 1988, kiedy dotarło do miasta w sumie 145 pojazdów (numery taborowe 1001—1145).
- Tatra KT4D – w 2007 i 2008 roku Lwów zakupił 22 Tatra KT4D z niemieckich miast Erfurt i Gera (numery taborowe 1150—1171). W 2012 Winnica przekazała Lwowowi kolejne dwa egzemplarze, które gruntownie wyremontowano (numery taborowe 1172–1173). W 2013 Lwów zdecydował o zakupie kolejnych pięciu Tatr z Erfurtu.
- Ełektron T5L64 – jedyny egzemplarz eksploatowany jest od 2013 r.
- Ełektron T3L44 – pierwszy tramwaj tego typu rozpoczął kursowanie w 2014 r. Obecnie w mieście eksploatowane są 8 tramwajów tego typu.

Tabor historyczny
- wagony Siemens&Halske – pierwsze 24 wagony motorowe, kupione w latach 1894 (16 szt.), 1895 (6 szt.) i 1899 (2 szt.) (numery taborowe 1—24).
- Sanok SW1 – wagony motorowe dostarczone w latach 1903—1908 (numery taborowe 25—44, 101—162). W 1943 dostarczono kolejne 8 sztuk ze zlikwidowanej sieci w Tarnowie (numery taborowe 87–94)
- Sanok TW1 – wagony doczepne dostarczone razem z motorowymi SW-1 (numery taborowe 201—220).
- Sanok SN1 – wagony motorowe dostarczone w latach 1912—1913 i w latach 20. XX (numery taborowe 163—184)
- Sanok PN1 – wagony doczepne dostarczone razem z motorowymi SN-1 (numery taborowe 221—240)
- Lilpop/Sanok – wagony motorowe dostarczone w roku 1926 (numery taborowe 185—189) і 1929 (numery taborowe 190—199)
- Lilpop/Sanok – wagony doczepne dostarczone w roku 1926 (numery taborowe 241—245) і 1929 (numery taborowe 246—255)
- wagony typu Pullman – wagony motorowe dostarczone w roku 1939 (numery taborowe 92—95)[14]
- Lowa T54 – wagony motorowe dostarczone w latach 1955 (numery taborowe 401—406) i 1960 (numery taborowe 425—429)
- Lowa B54 – wagony doczepne dostarczone w latach 1955 (numery taborowe 501—506) i 1960 (numery taborowe 525—529)
- Gotha T57 – wagony motorowe dostarczone w latach 1957—1958 (15 szt.), 1961 (2 szt.), 1971 (10 szt.) (numery taborowe 407—421, 430—431 і 481—490)
- Gotha B57 – wagony doczepne dostarczone w latach 1957—1958 (15 szt.), 1971 (8 szt.) (numery taborowe 507—521 і 581—588, od 1972 roku 509—521, 530—531 і 581—588)
- Gotha T59E – wagony motorowe dostarczone w latach 1960—1961 (numery taborowe 422—424 i 432—433)
- Gotha B59E – wagony doczepne dostarczone w latach 1960—1961 (numery taborowe 522—524 i 532—533)
- Gotha G4-61 – wagony przegubowe dostarczone w latach 1966—67 (numery taborowe 601/701—650/750)
- Gotha T2-62 – wagony motorowe dostarczone w latach 1963—1965 i 1969—1972 (numery taborowe 434—474)
- Gotha B2-62 – wagony doczepne dostarczone w latach 1963—1965 i 1969—1972 (numery taborowe 537—574)
- Tatra T4 – wagony dostarczone w latach 1972—1979 (numery taborowe 801—873), wycofane z eksploatacji po zamknięciu zajezdni nr 1[15]

## Galeria

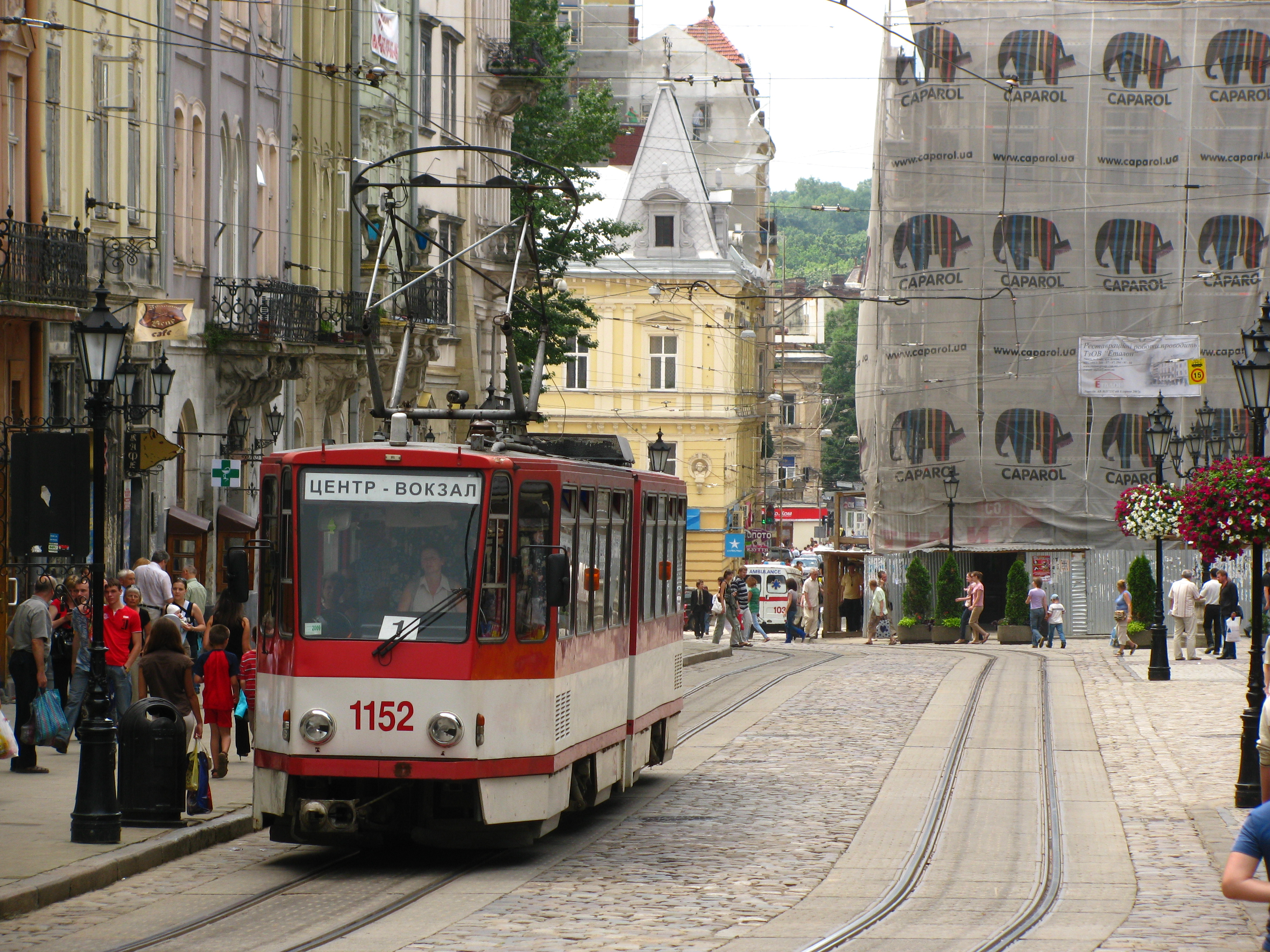
Wagon KT4D na Starym Mieście we Lwowie, widok w kierunku katedry łacińskiej
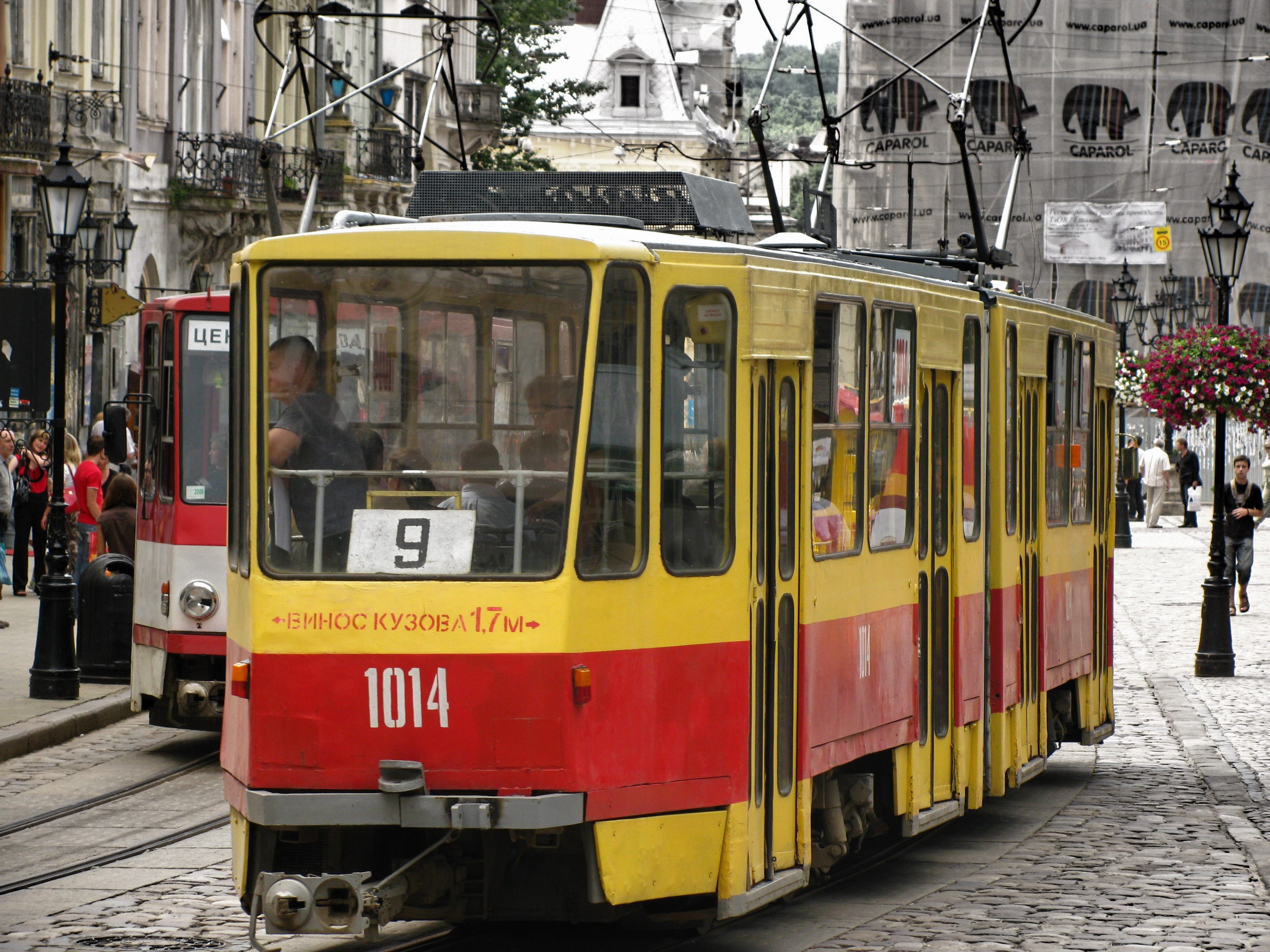
Linia nr 9, wagon KT4SU. Rynek
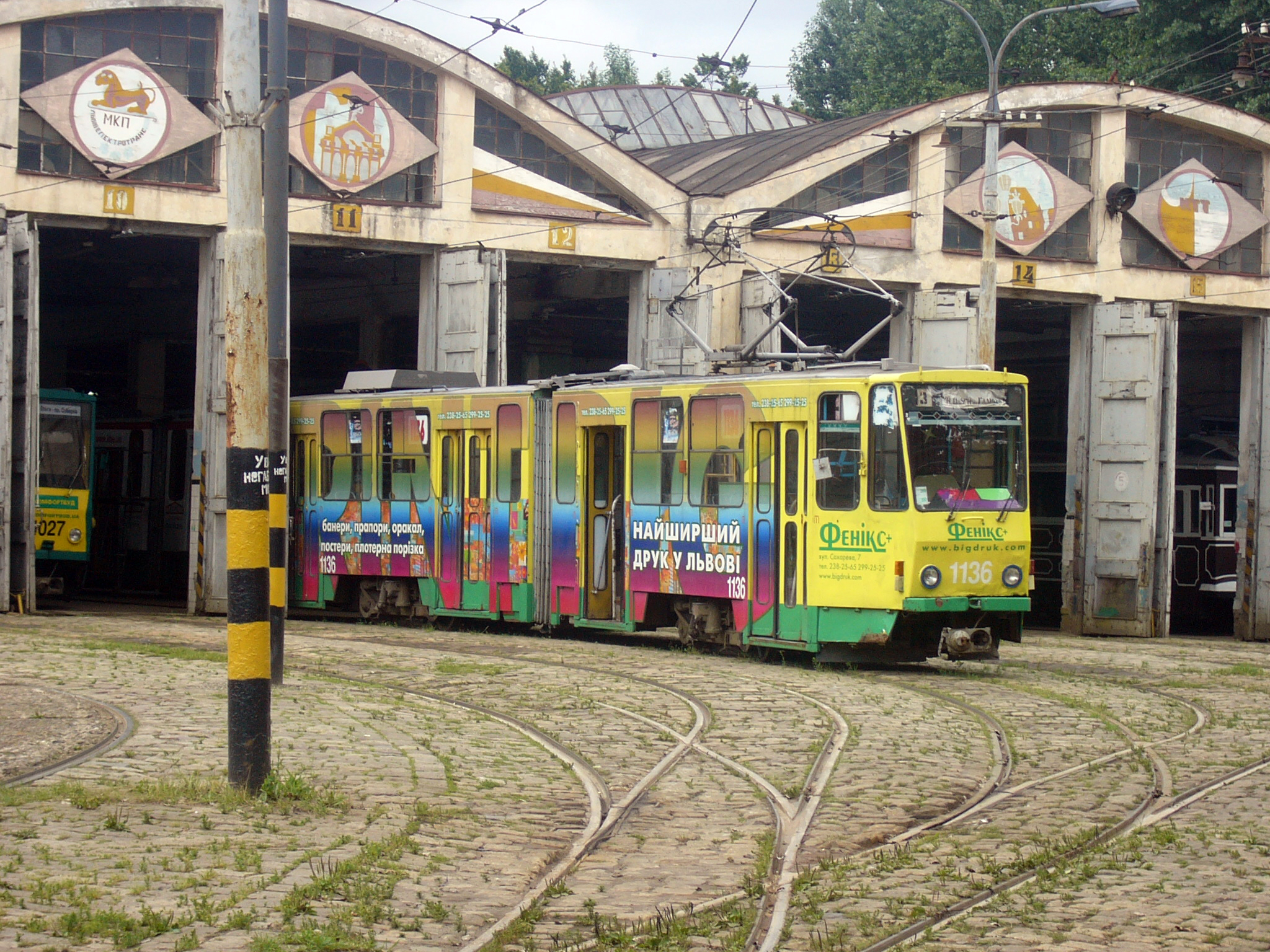
Zajezdnia tramwajowa we Lwowie № 1 na ulicy Horodockiej (Gródeckiej)
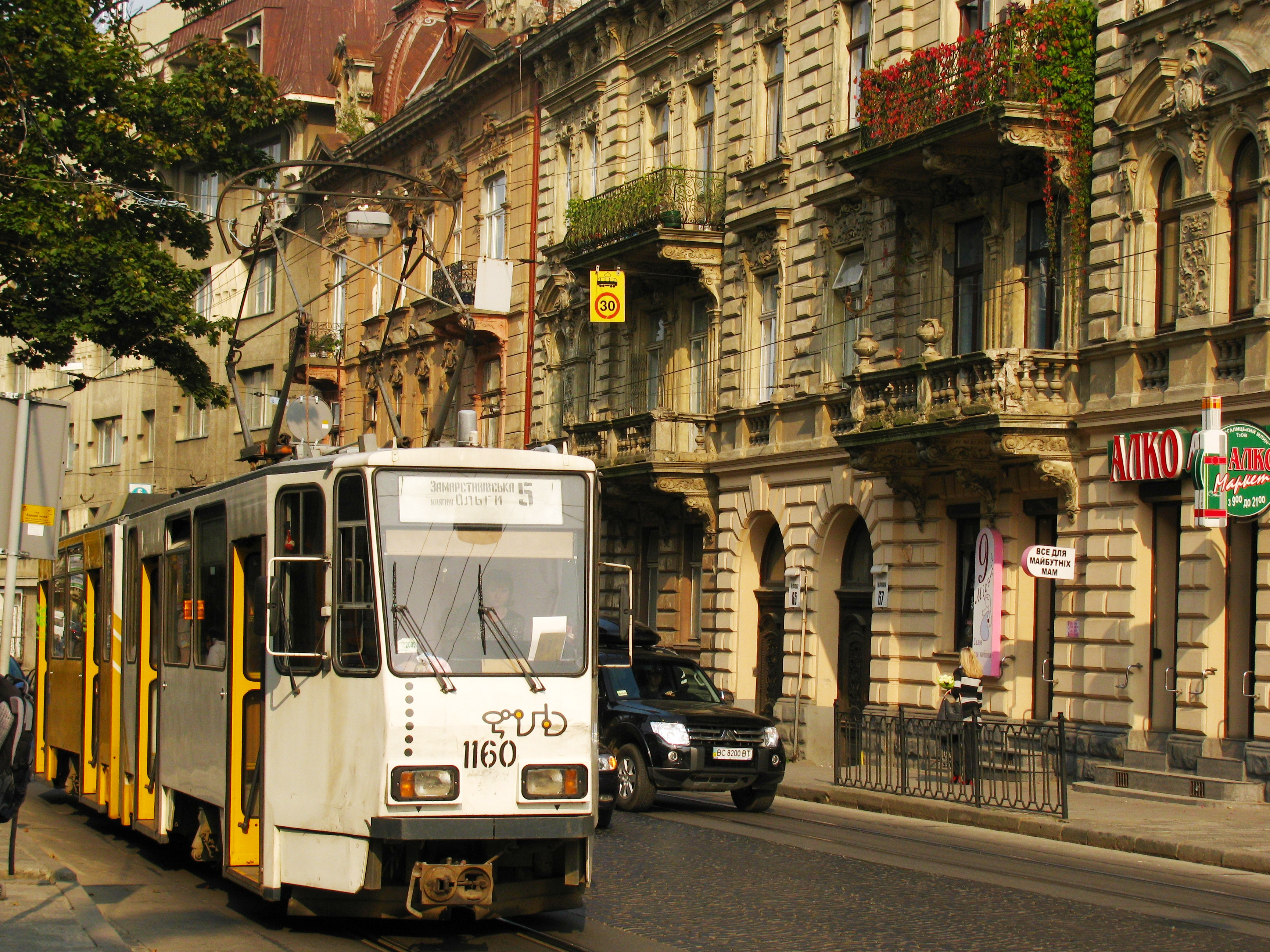
Linia nr 5, zmodernizowana Tatra KT4D
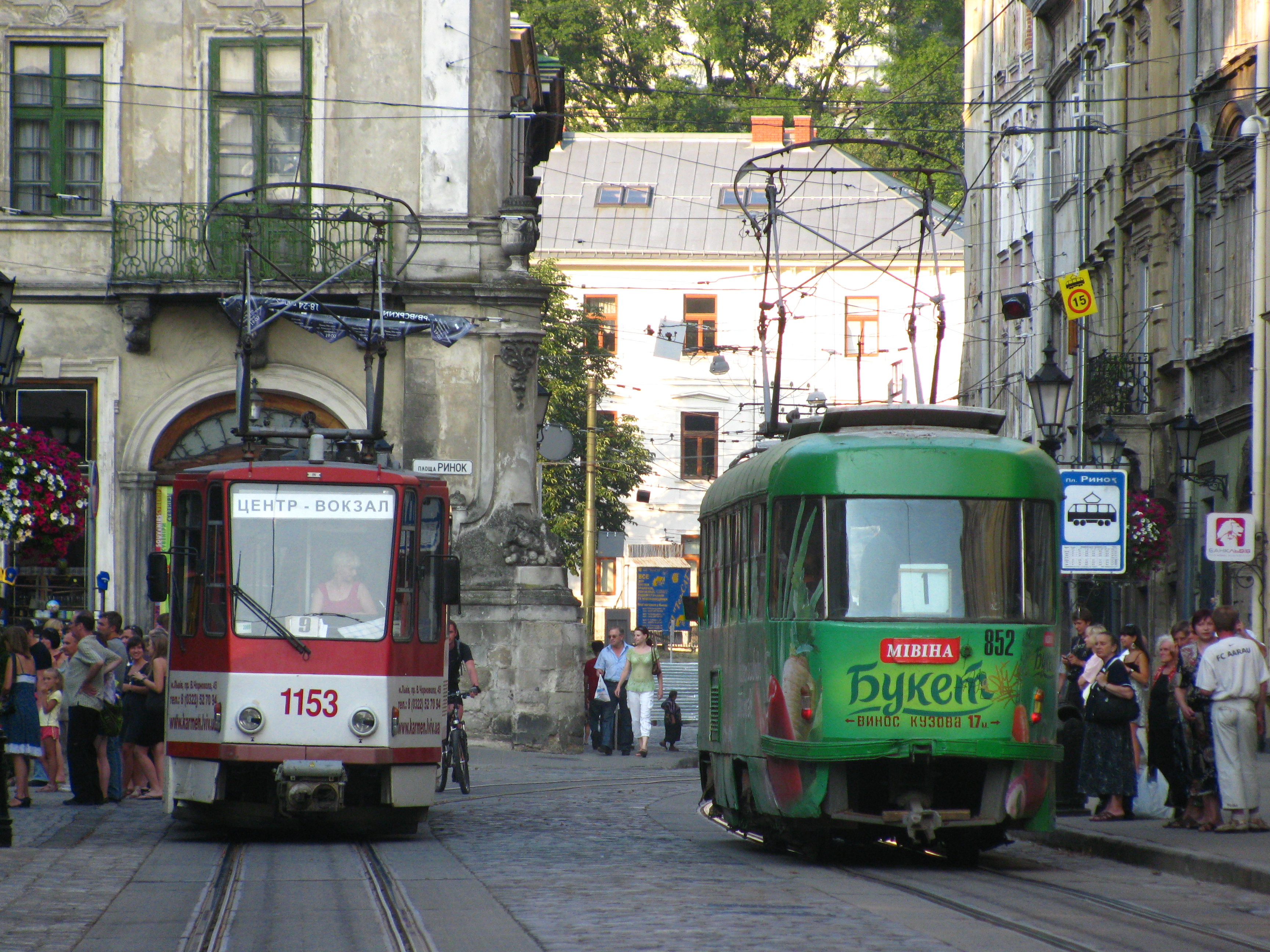
Tramwaje linii 1 oraz linii 9 podczas postoju na przystanku. Rynek we Lwowie. Widok na ulicę Ruską w kierunku Cerkwi Wołoskiej i Domu Proświty
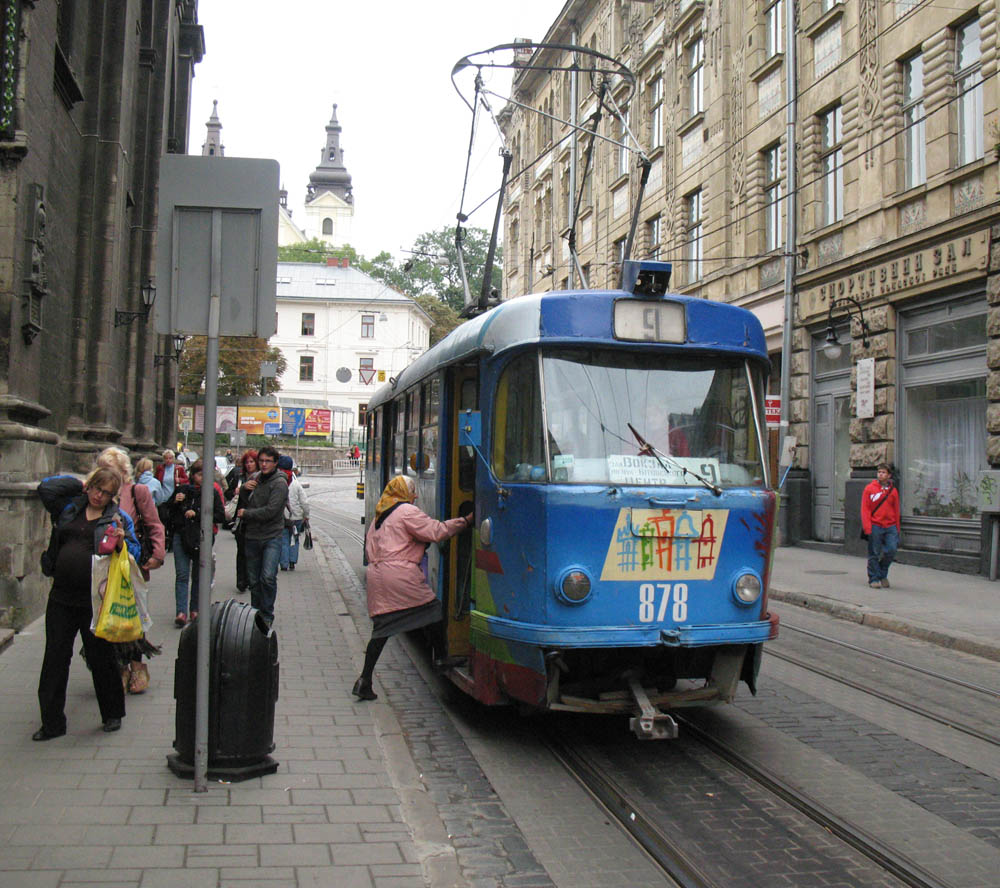
Tatra T4SU na linii 9. Ulica Ruska, po lewej Cerkiew Wołoska
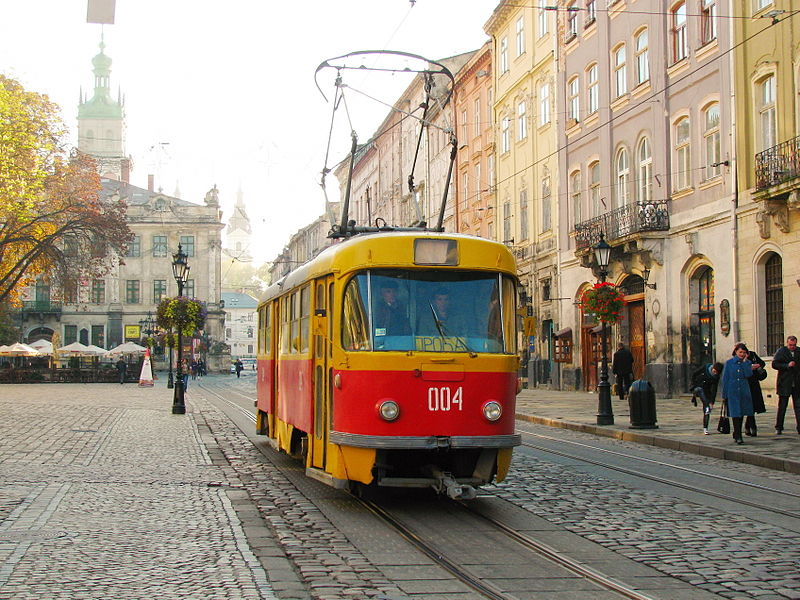
Tramwaj na rynku lwowskim, jesień 2010
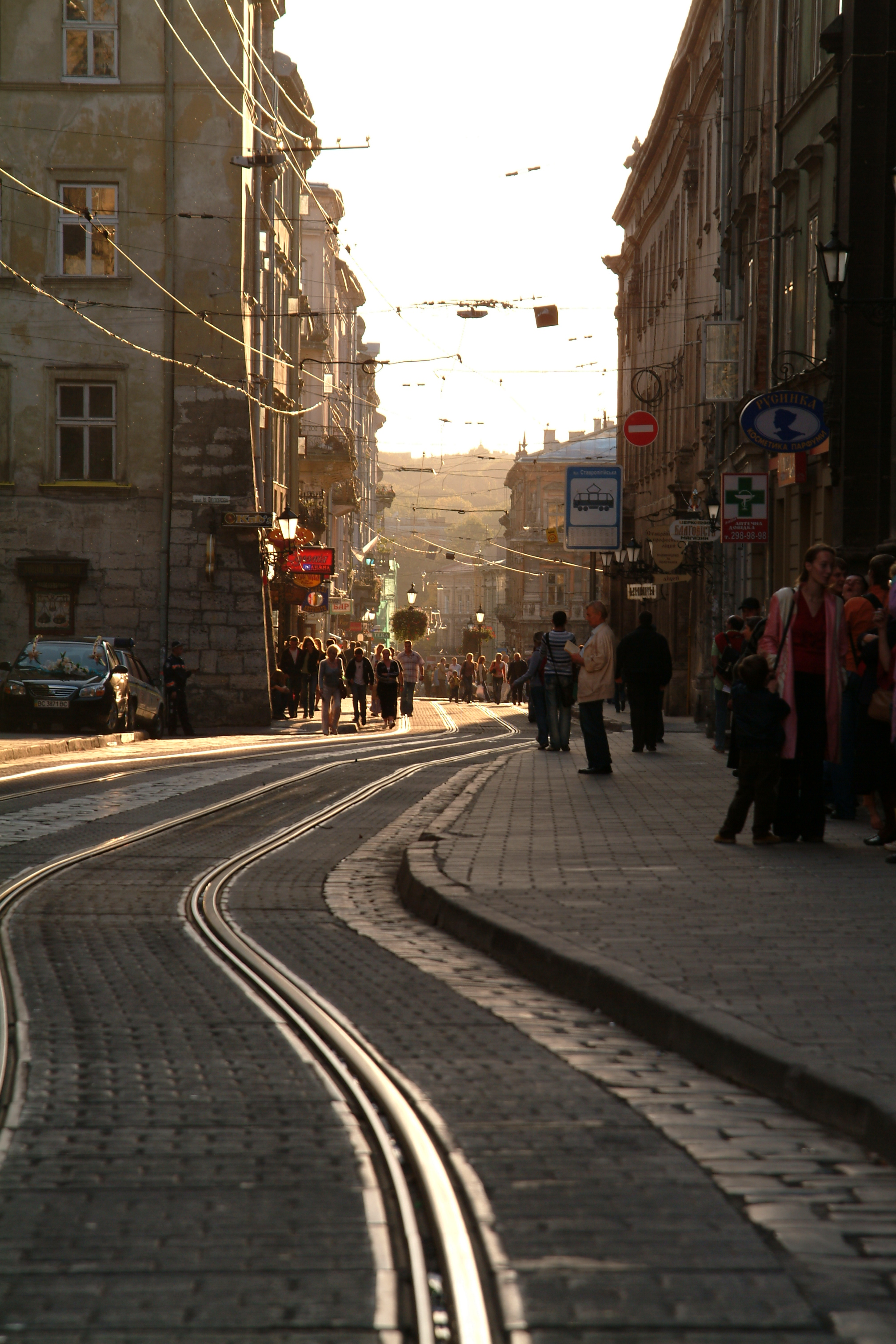
Linia tramwajowa w okolicach ulic Ruskiej i Fedorowa (daw. Dominikańska)
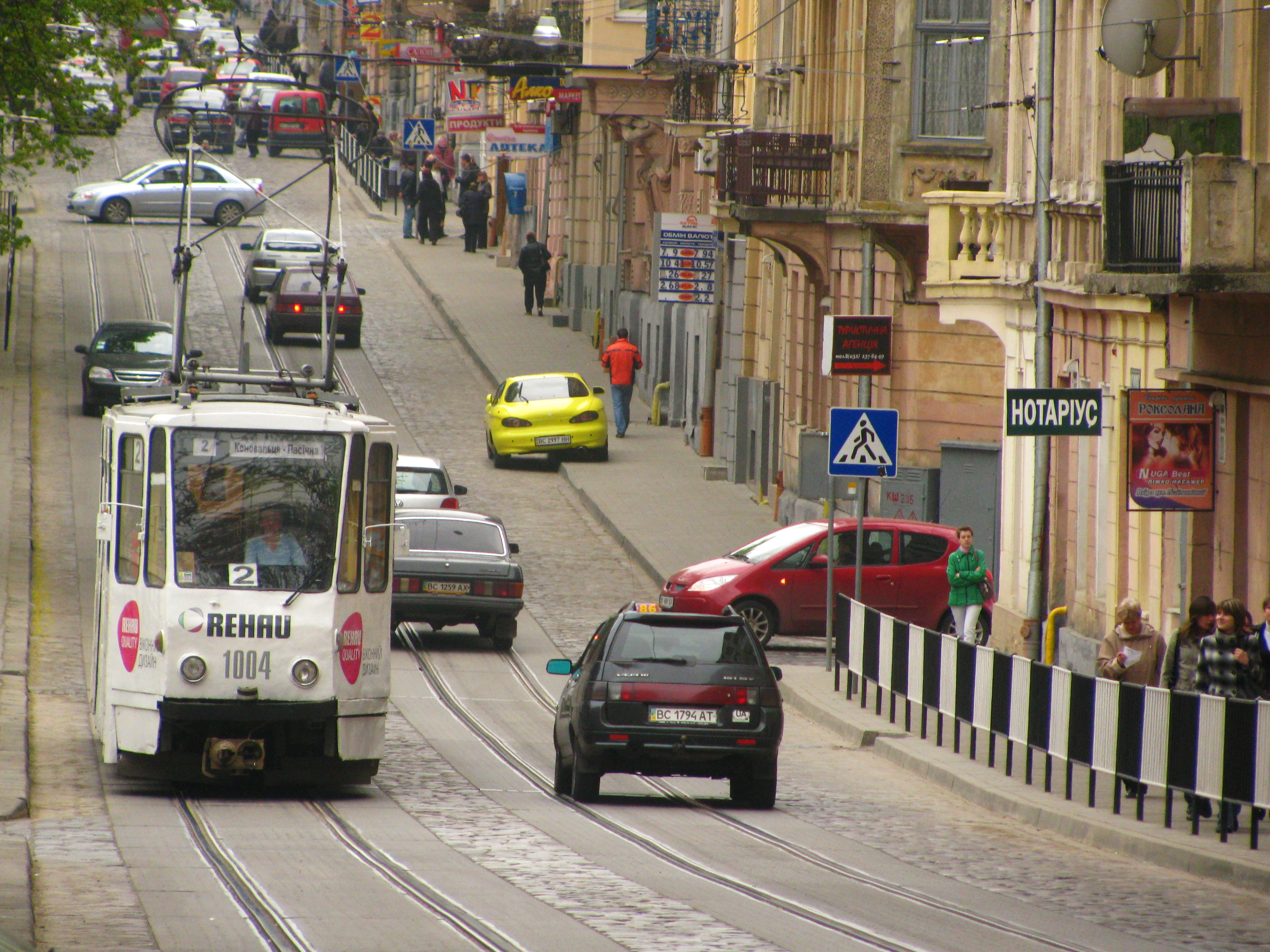
Tatra KT4 na ul.Czuprynki (daw. Potockiego)
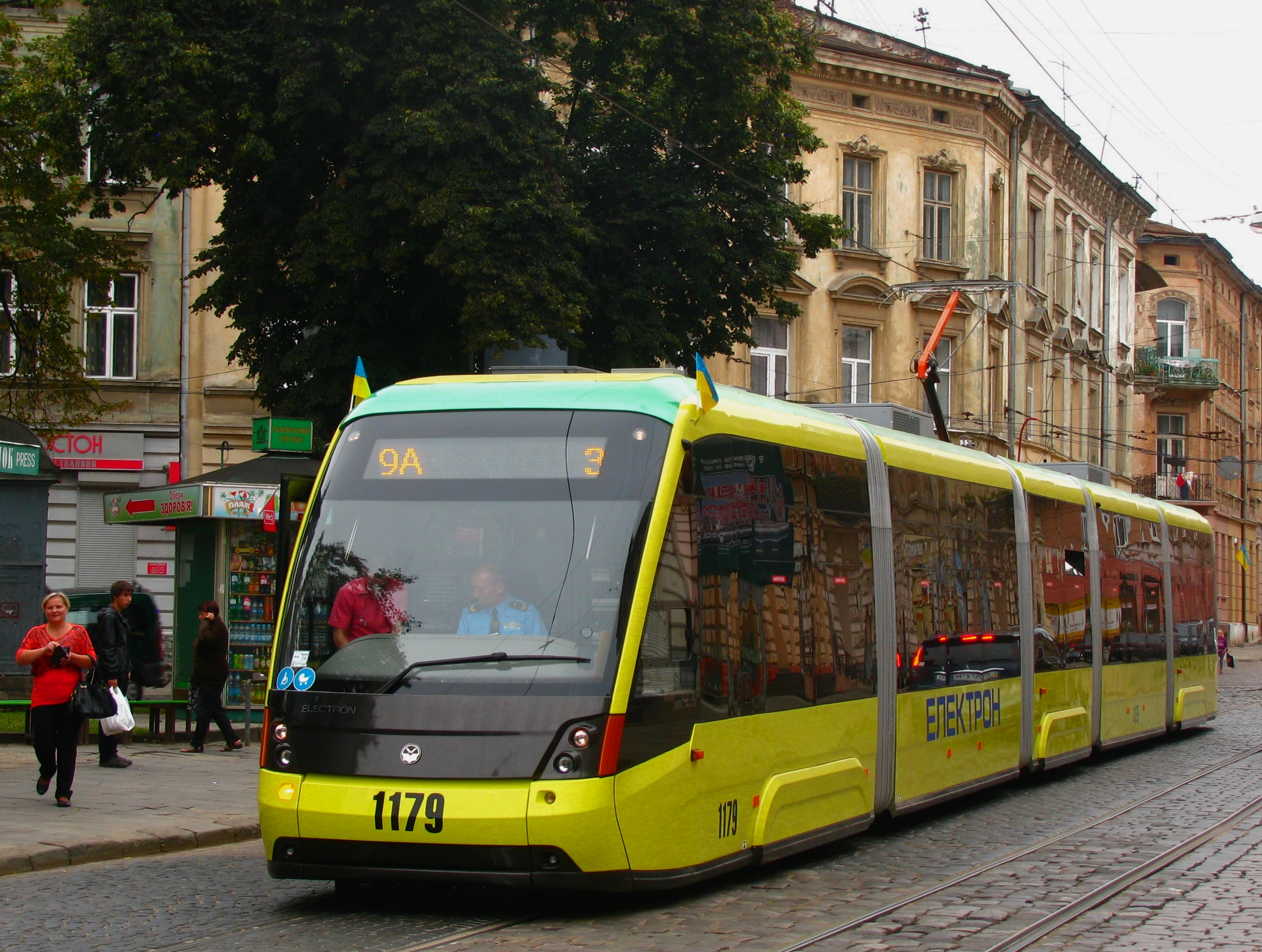
Ełektron T5L64 na linii 9A

## Infrastruktura

### Zajezdnie

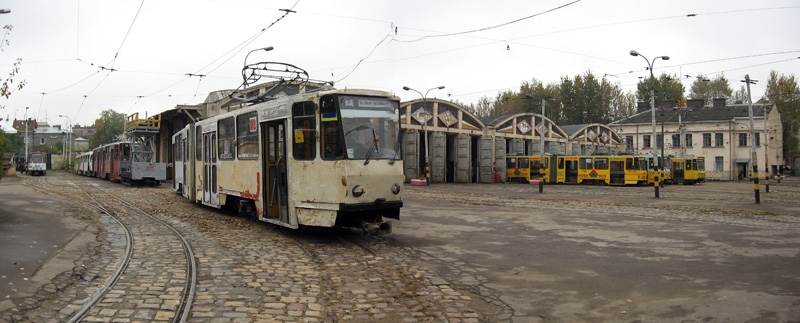
Zajezdnia I

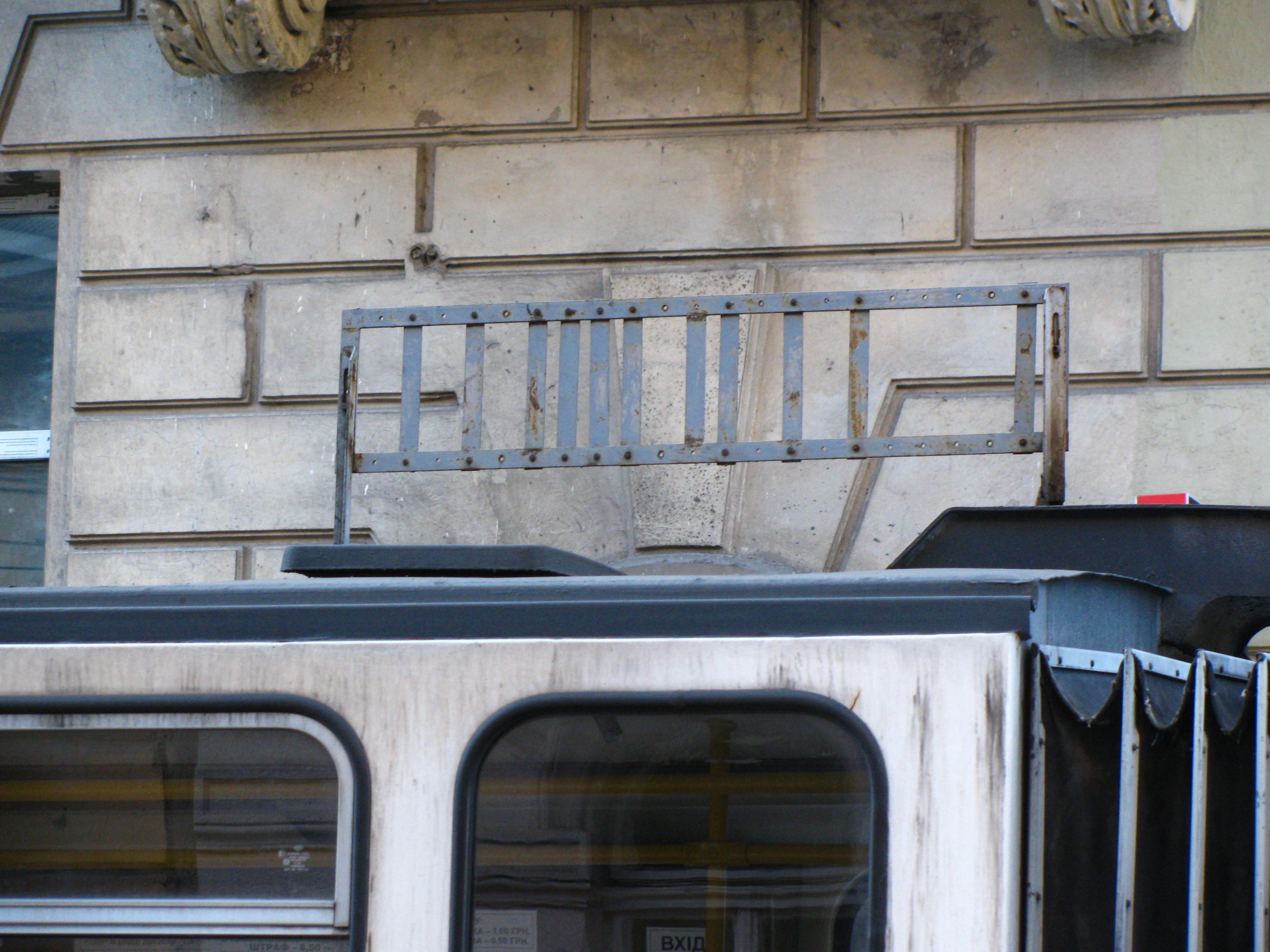
Kod kreskowy na tramwaju Tatra KT-4D № 1161

We Lwowie funkcjonują trzy zajezdnie tramwajowe:
- zajezdnia I – znajdująca się na ul. Horodockiej, gdzie znajdują się wagony o numerach taborowych: 01–883, 1001–1031, 150–1154, 1156–1159, 1171. Obsługuje linie: 1, 2, 3, 9, 9а.
- zajezdnia II – na ul. Przemysłowej, do której przypisane są wagony: 1032–1133, 1155, 1160–1170 i trasy: 4, 5, 6, 7.
- zajezdnia wozów służbowych – przy skrzyżowaniu ulic Witowskiego i Sacharowa, jest zabytkiem architektury technicznej, w tym miejscu znajdowała się pierwsza zajezdnia przeznaczona dla tramwajów elektrycznych. Później w tym miejscu znajdował się zakład naprawczy taboru. W 1994 roku przekazano hale zajezdni Lwowskiemu Muzeum Historycznemu. Otworzono tutaj muzeum techniki w sierpniu 2006 roku. Z początkiem 2008 roku prezes przedsiębiorstwa komunikacyjnego poinformował o znacznych problemach w funkcjonowaniu muzeum z powodu złego stanu technicznego budynku.

### System kontroli
W latach 70. i 80. XX wieku zaprojektowano pierwszy w Związku Radzieckim automatyczny system śledzenia ruchu i punktualności tramwajów. W tym celu na dachach wagonów zamontowano, zaraz za pantografem, metalowe ramki z pionowymi blaszkami. W punktach kontrolnych (między innymi na ulicach Kopernika, Franki, Księżnej Olgi) zainstalowano „skanery” – specjalne czytniki do odczytywania metalowych kodów. System ten prawie całkowicie zamontowany, nigdy nie wszedł w życie. Wagony, które były dostarczane miastu w późniejszych latach, również były wyposażane w owe kody.